# Webber Douglas Academy of Dramatic Art
Webber Douglas Academy of Dramatic Art (voormalig: Webber Douglas School of Singing and Dramatic Art) was een toneelschool, gespecialiseerd in zang, gevestigd in Londen. Het was een leidinggevende opleidingsinstituut voor professioneel podiumkunsten. Gedurende de honderdjarige geschiedenis heeft het instituut veel bekende personen opgeleid, zoals Angela Lansbury, Julian Fellowes, Hugh Bonneville, Minnie Driver, Amanda Root, Julia Ormond, Terence Stamp en Natalie Dormer. 
Webber Douglas Academy of Dramatic Art werd in 1926 opgericht door Douglas en Amherst Webber als de Webber Douglas School of Singing. Het kwam voort uit de zangschool dat in 1906 in Parijs werd opgericht door de Poolse tenor Jean de Reszke. In 1932 werd de toneelopleiding bijgevoegd en werd de naam van de school veranderd naar Webber Douglas School of Singing and Dramatic Art. 
Webber Douglas Academy of Dramatic Art fuseerde in 2006 samen met de Central School of Speech and Drama.

## Bekende alumnus
| - Joe Anderson - Hugh Bonneville - Nicholas Courtney - Ellen Dolan - Natalie Dormer - Ellen Dolan - Minnie Driver - Julian Fellowes - Hugh Fraser - Jenette Goldstein - Matthew Goode - Eva Green - Rachel Gurney | - Jill Halfpenny - Laurie Holden - Gareth Hunt - Sue Johnston - Ross Kemp - Angela Lansbury - Tom Mison - Julia Ormond - Sendhil Ramamurthy - Alex Reid - Amanda Root - Terence Stamp |